# Daniele da Volterra

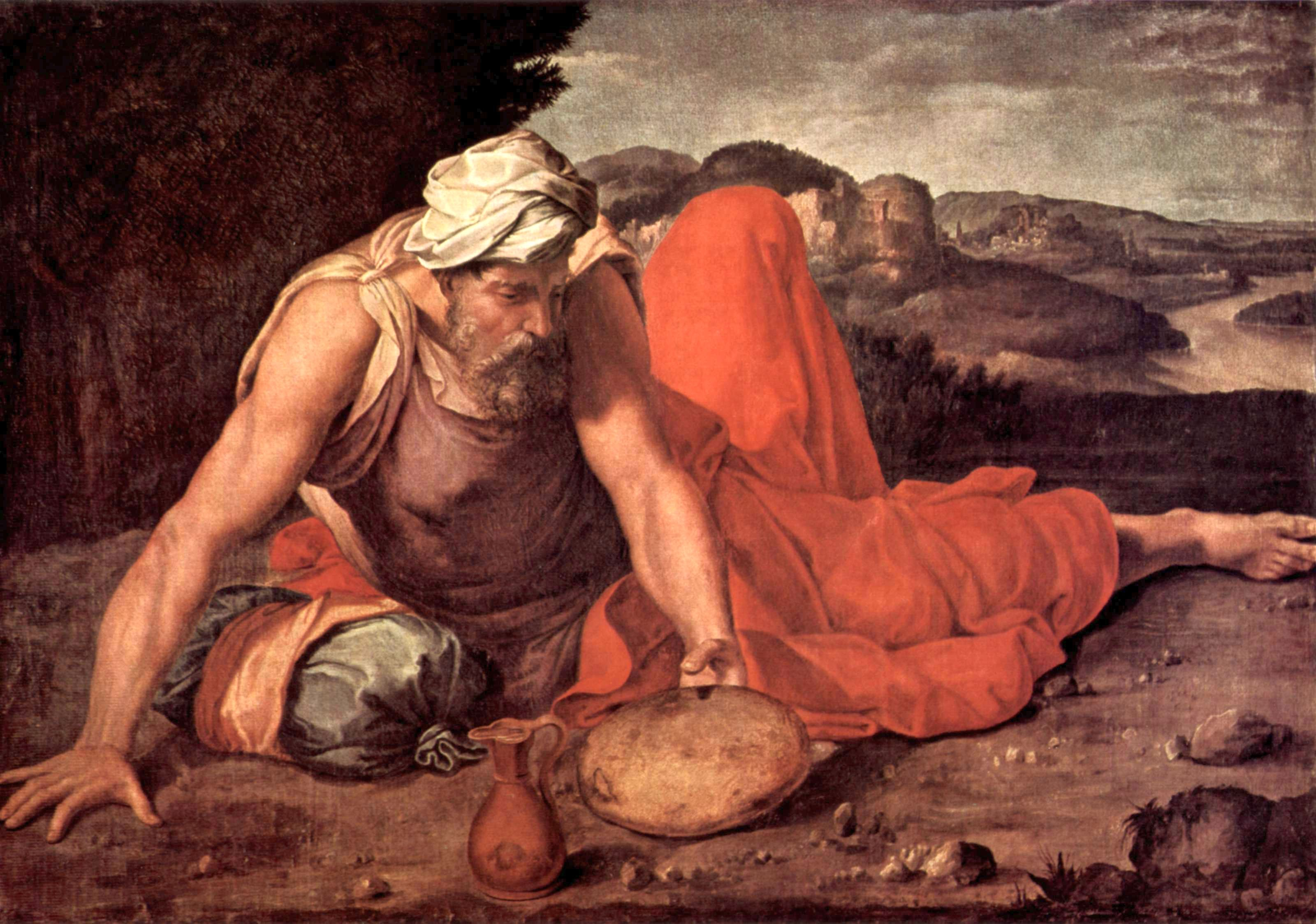
Daniele da Volterra, El profeta Elías (circa 1550-1560).

Daniele Ricciarelli (Volterra, Italia, c. 1509 - Roma, 4 de abril de 1566), más conocido como Daniele da Volterra, fue un pintor y escultor manierista italiano. Se le recuerda por su asociación con la obra de Miguel Ángel. Muchas de las obras más importantes de Volterra se basaron en diseños realizados con tal propósito por Miguel Ángel. Tras su muerte, y siguiendo órdenes del papa Pío V, Volterra cubrió los genitales de El Juicio Final con vestimenta, lo que le ganó el sobrenombre de «Il Braghettone».

## Biografía

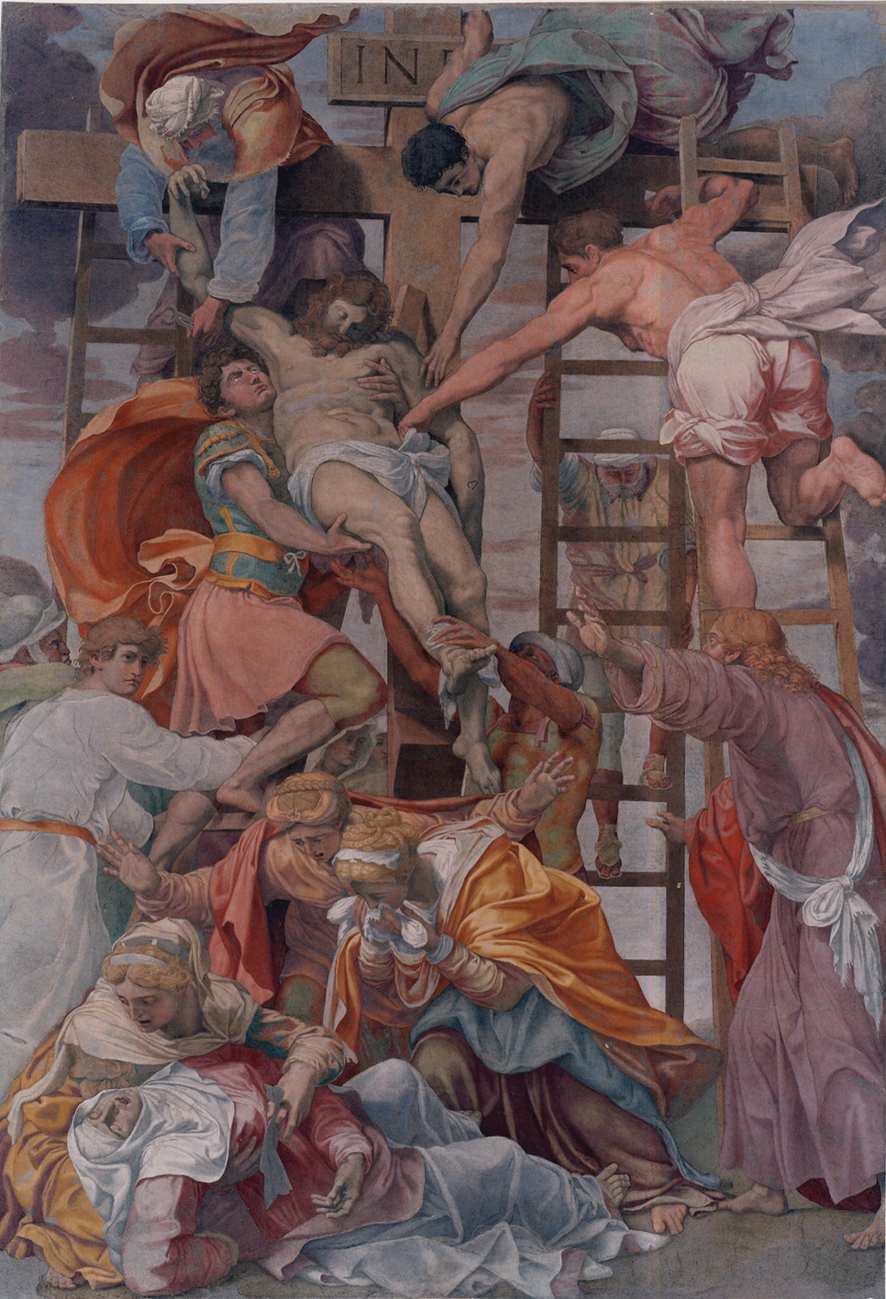
Daniele da Volterra, Descenso de la cruz (circa 1545), antes de su restauración en 2004.

Daniele Ricciarelli nació en Volterra. De joven inició estudios con los artistas sieneses Il Sodoma y Baldassare Peruzzi, con los que no tuvo una buena relación. Se cree que acompañó a Peruzzi a Roma en 1535, ayudándole a pintar los frescos del Palazzo Massimo alle Colonne. Posteriormente ingresó como aprendiz de Perin del Vaga. 
De 1538 a 1541 ayudó a Perin con los frescos de la villa del cardenal Trivulzio en Salonia, en la capilla Massimi de la iglesia de Trinità dei Monti y en la capilla de la Crucifixión de San Marcello al Corso. Le encomendaron la pintura de otro fresco en el salón principal del Palazzo Massimo, sobre la vida de Quinto Fabio Máximo. 
En Roma comenzó a trabajar en el círculo de Miguel Ángel, y trabó amistad con el maestro, quien usó su influencia con el papa Paulo III para asegurar a Volterra encargos y el puesto de superintendente de las obras vaticanas, cargo que mantendría hasta la muerte del papa. 
Miguel Ángel le proveyó esbozos sobre los que Volterra basó algunas de sus pinturas, especialmente su serie de frescos en la capilla Orsini en la Trinità dei Monti, cuyo encargo recibió en 1541. 
Luego Volterra recibió del papa Paulo III el encargo de completar la Sala Regia. A la muerte del papa en 1549 perdió su cargo de superintendente y la pensión correspondiente, pero en 1564, ya bajo el pontificado de Pío V, se le encomendó una polémica tarea: cubrir las desnudeces más atrevidas de El Juicio Final de Miguel Ángel. Falleció antes de concluir la tarea. En la reciente restauración del mural, algunas de estas veladuras se eliminaron, pero otras tuvieron que mantenerse.
El pintor murió en Roma en 1566. De acuerdo a su testamento, la rodilla de mármol de la pierna faltante del Jesucristo de Miguel Ángel estuvo en su poder en la época de su muerte.

## Obra

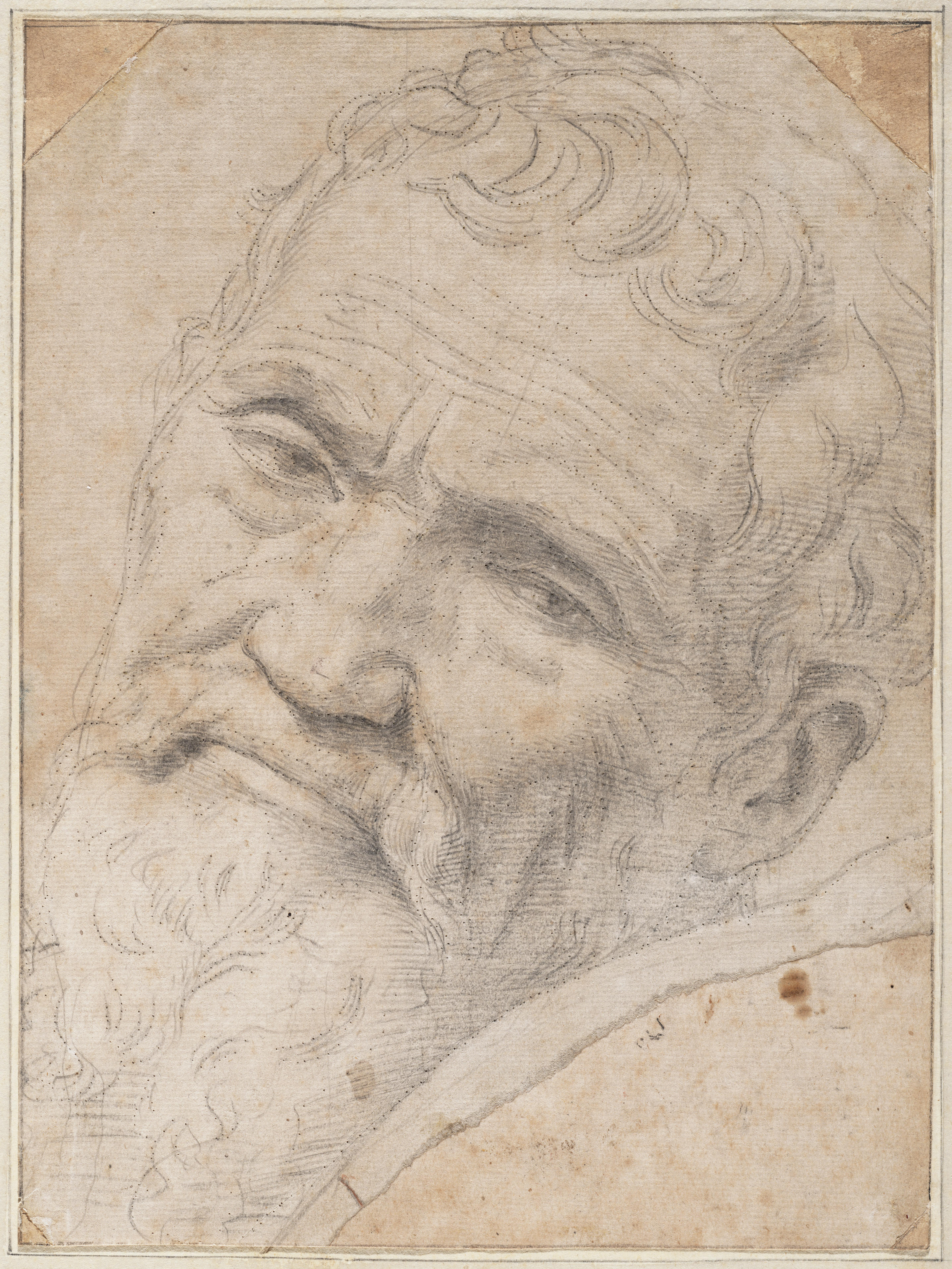
Retrato de Miguel Ángel. Museo Teylers, Haarlem.

La pintura más conocida de Volterra es su Descenso de la Cruz, realizado sobre esbozos de Miguel Ángel en Trinità dei Monti alrededor de 1545. Esta obra fue muy apreciada en su tiempo y considerada a la altura de la Transfiguración de Rafael y la Última comunión de San Jerónimo de Domenichino. El díptico David venciendo a Goliat (c. 1555, Museo del Louvre) también parece haberse basado en esbozos de Miguel Ángel, y por bastante tiempo, se atribuyó a éste.
Otras obras notables son La masacre de los inocentes (1557), un retrato dibujado que hizo de Miguel Ángel, y un busto basado en un molde del rostro del maestro tomado luego de su muerte. 
Se conoce un único retrato pintado por Volterra que se le atribuye con seguridad: Retrato de caballero joven con mandoble, del cual existen dos versiones. La definitiva se conserva en el Museo del Prado de Madrid, y existe otra más pequeña, pintada sobre pizarra e inacabada, en el Museo de Capodimonte de Nápoles. Aunque ninguna de estas dos versiones está firmada, la segunda fue citada como obra de Volterra en el inventario de bienes de Fulvio Orsini, y tal atribución se da por segura.
Entre las esculturas más conocidas, se encuentra la de Cleopatra en el Belvedere. Volterra recibió desde Francia el encargo de hacer una escultura ecuestre en bronce de Enrique II, pero solo terminó el caballo. Esta obra inconclusa fue más tarde utilizada para una estatua de Luis XIII en la Plaza de los Vosgos, destruida durante la revolución francesa.

### Estilo
El estilo de Volterra como pintor se describe en la edición de la Enciclopedia Católica de 1913:

«Su obra se distingue por la belleza y el colorido, claridad, composición excelente, verdadero vigor, y una curiosamente extraña oposición entre luces y sombras. Cuando se acerca al estilo de Miguel Ángel, es un artista relevante; cuando participa de las dulzuras de Sodoma, se convierte en manierista, portador de cierta belleza exagerada, Un autor reciente ha manifestado que exagera las peculiaridades de Miguel Ángel, pisando las peligrosas alturas de lo sublime y -desposeído de las maneras calmadas de su  maestro- corre el riesgo de caer [...]. Su posición frente a la crítica actual es muy diferente a la que se daba una generación atrás, aproximándose a una visión verídica de su arte...»